# Programa Voskhod

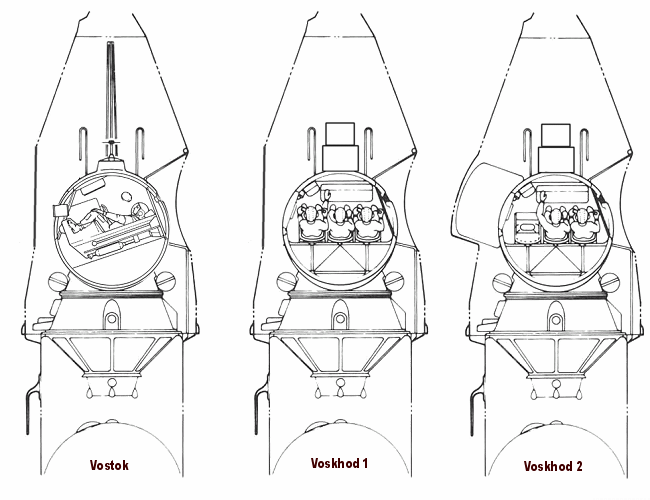
Diferència de posició entre les tripulacions Vostok i Voskhod

El programa Voskhod (del rus Восход, 'ascensió' o 'alba') és el programa espacial soviètic intermedi que ha seguit el programa Vostok i que ha precedit els Soiuz.

## Història
Aquest programa ha tingut sobretot com a objectiu reafirmar l'avanç soviètic en relació al programa Gemini dels nord-americans.
Després de la mort de Serguei Koroliov el 1966, el programa soviètic prossegueix en dues direccions: els vols en òrbita baixa per al servei de les futures estacions orbitals i l'enviament d'un Soiuz mitjançant un coet Semiorka.

### Missions
- Voskhod 1, el 12 d'octubre de 1964, d'una durada de 24 hores i 17 minuts. Tripulació: Komarov, Iegórov i Feoktístov (un dels enginyers que s'oposava a Koroliov).
- Voskhod 2, el 18 de març de 1965, d'una durada de 26 hores i 2 minuts. Tripulació: Leónov, Beliàiev (primera sortida a l'espai).

Se n'havia de dur a terme una tercera missió, però va ser anul·lada i tots els esforços es van concentrar en el programa Soiuz.

## Descripció
La nau Voskhod és, de fet, una càpsula Vostok millorada. La seva longitud és de 5 metres per un diàmetre màxim de 2,40 metres. La massa del Voskhod 1 era de 5,3 tones. Es necessitava un coet més poderós per llançar el Voskhod, la versió SL-4, destinada a la futura nau Soiuz.